# Miroslav Todić
Miroslav Todić, né le 6 janvier 1985, à Tuzla, en République socialiste de Bosnie-Herzégovine, est un joueur bosnien de basket-ball. Il évolue aux postes d'ailier fort et de pivot.

## Palmarès
- Supercoupe d'Italie 2014